# Sant’Antonino di Susa
Sant’Antonino di Susa – miejscowość i gmina we Włoszech, w regionie Piemont, w prowincji Turyn.
Według danych na rok 2004 gminę zamieszkiwało 4016 osób, 446,2 os./km².